# Фински залив
Финският залив (на фински: Suomenlahti; на естонски: Soome laht; на руски: Финский залив) е залив в източната част на Балтийско море, между Финландия на север, Естония на юг и Русия на североизток, изток и югоизток.
Вдава се в сушата на 390 km, а при входа е широк около 70 km. Най-голяма ширина (при Нарва) – 130 km. Дълбочина до 100 m. Замръзва за около 5 месеца. Във Финския залив се вливат реките Нева и Нарва. Бреговете му са силно разчленени. Главни пристанища са Санкт-Петербург, Талин, Виборг, Хелзинки и др. Заливът е от стратегическо значение за Русия както в миналото, така и днес. Някои от екологичните проблеми, засягащи Балтийско море, са най-остри във Финския залив.

## География
Площта на залива е 30 000 km2. Дължината му от полуостров Ханко до Санкт Петербург е 390 km, а ширината варира от 70 km близо до входа до 130 km до меридиана на остров Мощни. В Невския залив се стеснява до 12 km. Заливът е относително плитък, като дълбочината намалява от входа на залива в посока към континента. Средната дълбочина е 38 m, а максималната е 115 m. Дълбичната на Невския залив е под 6 m и поради тази причина е прокопан канал по дъното, позволявайки безопасно корабоплаване. Поради големия приток на сладка вода от реки (особено Нева – ⅔ от общия отток), водата на залива е с много ниска соленост – между 0,2 и 5,8‰ на повърхността и 0,3 – 8,5‰ близо до дъното. Средната температура на водата е близо до 0 °C през зимата, а през лятото достига 15 – 17 °C на повърхността и 2 – 3 °C на дъното. Части от залива могат да замръзнат от края на ноември до края на април. Замръзването започва от изток и постепенно се разпространява на запад. Пълно замръзване обикновено настъпва към края на януари и може да не се случи при по-меки зими. Има чести силни западни ветрове, причиняващи големи вълни и наводнения в Санкт Петербург.
Северният бряг на залива е висок и извиващ се с много малки заливчета и скали в морето, но само с няколко големи залива (при Виборг) и полусотрва (Ханко и Поркала). Брегът е полегат в по-голямата си част и има изобилие от пясъчни дюни, тук-таме с борови дървета. Южните брегове са гладки и плитки, но по протежение на цялата брегова линия е разположен Балтийския глинт с височина до 55 m. На изток заливът завършва с Невския залив, а на запад се слива с Балтийско море.
Заливът съдържа многобройни насипи, скали и острови. Най-големите острови са: Котлин с град Кронщат, Берьозовие, Лисий, Мали Висоцки с близкия град Висоцк, Гогланд, Мощни, Болшой Тютерс, Сомерс и други.
От 1700 г. насам са построени общо 19 изкуствени острова с крепости от Русия. Целта им е защита от атаки по вода и тяхното строителство е забързано заради Великата северна война (1700 – 1721 г.).

## Геологическа история
През палеозой, преди 300 – 400 милиона години, цялата територия на съвременния Фински залив е покрита от море. Съвременният релеф е образуван в резултат на ледникова дейност. Отдръпването на ледниците образува Литориново море, чийто ниво на водата е 7 – 9 метра по-високо от сегашното ниво на Балтийско море. Преди около 4000 години морето се отдръпва плитчините в залива стават на острови. По-нататъшно повдигане на Балтийския щит изкривява повърхността на залива. Поради тази причина старите северни брегове са значително по-високи от южните.
|                                                 |                            |                                                    |                           |
| Брегът на залива при Комарово, Санкт Петербург. | Острови близо до Хелзинки. | Изглед към залива от църквата „Свети Олаф“, Талин. | Рибари във Финския залив. |

|                      |                                  |                                    |
| Кронщат през зимата. | Панорама на река Нева от залива. | изглед към остров Гоглан от Котка. |

## Археология
Дъното на залива е едно от най-големите гробища на кораби в света. Поради ниската соленост, студените води и липсата на корабни червеи, корабите се запазват относително добре. След 5 век големи водни пътища преминават през залива, а от 8 до 10 век оттук минават около 3000 тона сребро. По-късно заливът е използван от Швеция и Русия за транспорт на стоки. Всяка година се губят десетки кораби. През есента на 1743 г. 17 руски бойни кораба, връщащи се от Финландия, потъват едва за 7 часа, а през лятото на 1747 г. 26 търговски кораба потъват за по-малко от 4 часа близо до Нарва. През 1721 г. е поставен рекорд, когато по време на евакуация на руски войници от Финландия, над 100 плавателни съда са загубени за 3 месеца, включително 64 съда в една нощ.
Към края на 1996 г. около 5000 потопени обекта са идентифицирани в руската част на залива, в това число 2500 кораба, 1500 самолета и малки предмети като лодки, котви, танкове, трактори, коли, оръдия и различни амуниции. Корабите принадлежат на Русия (25%), Германия (19%), Великобритания (17%), Швеция (15%), Нидерландия (8%) и Финландия (7%). Останалите 9% са от Норвегия, Дания, Франция, САЩ, Италия, Естония и Латвия. Теи обекти представляват потенциална опасност за корабоплаването, риболова, бреговото строителство, поставянето на подводни тръби и кабели и околната среда. Мини са заложени в залива през Първата световна война (38 932 бройки), Руската гражданска война и Зимната война, като общият им брой се счита за около 60 000. Допълнителни 85 000 бройки са заложени през Втората световна война и само част от тези са елиминирани след войните.

## Замърсяване
Екологичната ситуация на Финския залив, Невския залив и река Нева е незадоволителна. Има значително замърсяване с йони на живак и мед, пестициди, феноли, нефтопродукти и полициклични ароматни въглеводороди. Пречиставенто на отпадната вода в Санкт Петербург започва през 1979 г. и към 1997 г. около 74% от отпадните води се пречистват. Към 2005 г. процентът е вече 85%, а към 2008 г. е 91,7%. Въпреки това, през 2008 г. федералната служба на Санкт Петербург обявява, че никой от петербургските плажове не е годен за къпане.
Уловът на риба намалява 10-кратно между 1989 и 2005 г. Освен замърсяването, друга причина за това са инженерните проекти. Например, строежът на нови пристанища в Уст Луга, Висоцк и остров Василевски се отразява негативно върху хвърлянето на хайвера на рибите. Добиването на пясък и чакъл от Невския залив разрушава местата за хвърляне на хайвер на Osmerus eperlanus.